# Karangsembung (Nusawungu)
Karangsembung is een bestuurslaag in het regentschap Cilacap van de provincie Midden-Java, Indonesië. Karangsembung telt 3375 inwoners (volkstelling 2010).